# Tahnun bin Schachbut
Tahnun bin Schachbut bin Dhiyab bin Isa Al Nahyan (arabisch طحنون بن شخبوط بن ذياب بن عيسى آل نهيان, DMG Ṭaḥnūn b. Šaḫbūṭ b. Ḏiyāb b. ʿIsā Āl Nahyān; † April 1833) war von 1818 bis 1833 Scheich von Abu Dhabi. Er wurde Opfer eines Attentats seiner Brüder Chalifa und Sultan, die daraufhin bis 1845 gemeinsam die Herrschaft übernahmen.